# Список митців Маріуполя

Список митців Маріуполя.
Драматичні  події в Маріуполі в 20 ст. — дві війни, сталінські репресії, довге післявоєнне відновлення, еміграція з Маріуполя  — довгий час не сприяли ні накопиченню вартісних  художніх скарбів, ні організації в місті спілки художників. Деякі перспективні зрушення почалися у 1970-х рр. Тут запрацювало відділення Донецької спілки художників. За наказом комуністичного уряду Москви спілки художників мали існувати тільки у обласних містах, котрим був на той час саме Донецьк. Цим пояснюється пізнє заснування в Маріуполі окремої від Донецька спілки місцевих художників. 
Але і без спілки художників Маріуполь був провінційним художнім центром з кінця 19 ст.

## Скульптори
- Баранніков Іван Савелійович (), автор скульптур на алеї класиків [1]
- Борисанов Василь Тихонович (1912—1981), працював в Маріуполі та Одесі.
- Кіріазі Федір Григорович (1920—1990-ті), працював в Маріуполі та Одесі.
- Коротков  Георгій Йосипович  (1923—2001)
- Харабет Юхим Вікторович (1929—2004). Заслужений діяч мистецтв України (1993)
- Кузьмінков Лель Миколайович (1925—2012). Почесний громадянин міста Маріуполь.

## Маріупольські медальєри
- Харабет Юхим Вікторович (1929 — 2004)
- Узбек Віктор Спирідонович (1939 р.н.)

## Художники книг
- Могилевський Олександр Павлович (1885—1980)[2], радянський художник книги.

## Живописці і графіки
- Куїнджі Архип Іванович(1842 — 1910) — художник пейзажист 19 століття, викладач в Петербурзькій Академії мистецтв.
- Могилевський Олександр Павлович (1885—1980)[2],художник-графік
- Шибньов Даміан Васильович (1881, Маріуполь - 1929, Керч), художник і викладач
- Арнаутов Віктор Михайлович (1896—1979) — художник, монументаліст[3]
- Никодимов Яків Іванович (1908— 1980-ті )— радянський художник, пейзажист, викладач
- Бендрик Микола Кузьмич (1914 — 1993) — радянський художник
- Безбатько Анатолій Костянтинович (1938 — 1998) [4]
- Кофанов Віктор Іванович (1941 р.н.) — художник, графік [5].
- Нікаро-Карпенко Микола Йосипович (1894 — 1962) — радянський архітектор, художник, аквареліст, колекціонер, що заповідав власну художню колекцію краєзнавчому музею.
- Ктиторов Микола Юхимович (1930 - 1966), художник, педагог[6]
- Павлюк Віктор Ілларіонович ()
- Ковальчук Михайло Сидорович (1933—2014), театральний художник[7] . заслужений художник УРСР  (1979)
- Кот Петро Олексійович  (1933—2003)
- Константинов Валентин Костянтинович (1923 г.р.)
- Пришедько Григорій Дмитрович (1927—1978)
- Баранник Сергій Олексійович (1952 р.н.), художник
- Кісленко Валентин Андрійович (1938 р.н.), дизайнер
- Марковський Сергій Миколайович (1957 р.н.), художник, мозаїчист, ілюстратор книг
- Луковніков Володимир Анатолійович (1961 р.н.), художник

## Жінки-художниці Маріуполя
- Магарук Ярослава Михайлівна (нар. 1937), майстриня вишивки[8] Народний майстер України.
- Мишак Віра Григорівна (нар. 1928), майстер натюрмортів[9]
- Канн Світлана Юріївна (нар. 9 вересня, 1949), театральний художник, сценограф